# Generoso Pope
Generoso Pope, nato Generoso Antonio Pompilio Carlo Papa (Arpaise, 1º aprile 1891 – New York, 28 aprile 1950), è stato un imprenditore e politico italiano naturalizzato statunitense.
I suoi tre figli - Fortunato (1918-1996), Anthony (1919-2005) e Generoso Jr. (1927-1988) - ereditarono la gestione delle imprese paterne, continuando a esercitare un ruolo di primo piano all'interno della comunità italo-americana e nella vita politica newyorkese.
La Pope Hall al Saint Peter's College a Jersey City, nello stato del New Jersey fu dedicata a Generoso Pope nel 1971. Anche all'edificio del San Francis College a Brooklyn, New York, che ospita la NCAA Division I, è stato dato il suo nome.

## Biografia

### Le origini e l'attività imprenditoriale
Nato in Italia a Arpaise, vicino a Benevento, da Fortunato e Fortunata, agricoltori, Generoso Pope emigrò a New York negli Stati Uniti nel 1906, a 15 anni e con solo dieci dollari in tasca. Cominciando dalle mansioni più umili, Pope lavorò in una piccola impresa di costruzioni, la Colonial Sand & Stone. Nel 1912, entrò anche nel settore alimentare fondando la Pope Foods per l'importazione di prodotti alimentari dall'Italia.
Tra il 1916 ed il 1918 prese pieno controllo della Colonial Sand & Stone trasformandola nella più grande azienda di sabbia e ghiaia nel mondo, edificando alcuni tra i maggiori edifici di New York, tra cui il Rockefeller Center (1929-40), la Radio City Music Hall (1932), l'Empire State Building (1929-31), il ponte George Washington (1927-31), e il primo Yankee Stadium (1923). Grazie alle enormi ricchezze accumulate e all'ingresso spregiudicato nel campo della politica e dell'informazione, Pope divenne uno degli uomini più potenti non solo all'interno della comunità italoamericana ma dell'intera società newyorchese.
Nel 1928 comprò il quotidiano di lingua italiana Il progresso italo-americano per 2 milioni di dollari, raddoppiandone in breve la diffusione a oltre 200 000 copie. Acquisì ulteriori testate a New York, tra cui Il Bollettino della Sera, Il Corriere d'America, e il quotidiano di Filadelfia L'Opinione. Egli possedeva anche una stazione radio, WHOM (l'attuale 92,3 NOW). In questo modo Pope controllava le principali fonti di informazione politica, sociale e culturale della comunità italoamericana newyorchese. Alla WHOM, tra l'altro, lavorò anche Mike Bongiorno.

### L'attività politica
Pope era un democratico conservatore e fu uno dei principali sostenitori a New York di Franklin D. Roosevelt. I suoi giornali giocarono un ruolo fondamentale nel garantire il voto italiano per il partito democratico del New Deal, nonostante ogni controversia per i suoi legami con la Tammany Hall e l'amicizia personale con il boss mafioso Frank Costello, che Pope volle nel 1927 come padrino del suo figlio minore. Ai propri lettori italiani Pope ripeteva l'incoraggiamento ad imparare l'inglese, diventare cittadini, e votare. Il suo obiettivo era quello di infondere l'orgoglio e l'ambizione ad avere successo in un'America moderna, oltre che naturalmente ottenere in cambio il sostegno della politica per le proprie imprese. Forte delle sue amicizie presidenziali, Pope si adoperò per fare del Columbus Day una festa nazionale, fondando il 12 ottobre 1929 l'annuale New York Columbus Day Parade, della quale fu Grand Marshal per 20 anni (ancora oggi la più grande Columbus Day Parade del mondo).
Pope trovò però i suoi più formidabili avversari all'interno della stessa comunità italoamericana: da un lato le organizzazioni sindacali dei lavoratori guidate da Carlo Tresca e dall'altro un altro grande sostenitore di Roosevelt ma nemico giurato della macchina di potere del partito democratico newyorchese, Fiorello La Guardia (e con lui Vito Marcantonio). Conducendo una battaglia frontale proprio contro Pope e la Tammany Hall, Fiorello La Guardia diventa popolarissimo sindaco di New York dal 1933 al 1945.
Fortemente anti-comunista, Pope guardò con simpatia all'emergere del fascismo in Italia, divenendo uno dei principali punti di riferimento delle politiche mussoliniane negli Stati Uniti e il più potente nemico dell'antifascismo tra gli immigrati italiani in America. Partecipò con Italo Balbo alla grande parata organizzata nel 1933 per le strade di New York per celebrare la trasvolata atlantica. Divenuto presidente della divisione italiana del Comitato Nazionale Democratico nel 1936, Pope contribuì a convincere il presidente Roosevelt a prendere un atteggiamento neutrale sulla invasione dell'Etiopia da parte dell'Italia.
Tuttavia, la doppia fedeltà a Roosevelt e Mussolini si rivelò sempre più difficile da gestire con il progressivo allineamento di Mussolini alle politiche di Hitler. Dopo l'attacco a Pearl Harbor del dicembre 1941, Pope ruppe ogni residuo legame con Benito Mussolini e sostenne con entusiasmo lo sforzo bellico americano contro l'Italia fascista.

### Il dopoguerra e la morte
Nel dopoguerra Pope continuò ad esercitare un ruolo di primo piano all'interno del Partito democratico. Nel 1945 sostenne l'elezione di Harry S. Truman a presidente, e l'anno successivo il suo appoggio fu ancora una volta decisivo nel voto a William O'Dwyer come sindaco di New York. A livello internazionale, nei primi anni della guerra fredda, Pope lanciò una campagna tra i suoi lettori a sostegno della Democrazia Cristiana nelle elezioni del 1948. Morì per una malattia cardiaca nel 1950 e fu sepolto in un mausoleo di famiglia a Woodlawn Cemetery.